# Printer Control Language
In informatica, PCL o Printer Control Language (Printer Command Language secondo Hewlett-Packard) è un linguaggio di descrizione di pagina progettato per controllare le stampanti sviluppato da Hewlett Packard (HP) e utilizzato per la prima volta nel 1980. HP ha sviluppato molte versioni del linguaggio e molti altri costruttori lo hanno utilizzato nelle loro stampanti rendendolo uno standard de facto.
Normalmente i comandi PCL necessari per produrre la pagina stampata vengono inviati dai driver della stampante. Questo programma può essere o una parte del sistema operativo o direttamente una parte del programma che ha generato la pagina da stampare. Una volta che il driver ha generato il comando, il sistema operativo si preoccupa di inviarli alla stampante che provvederà a interpretarli e quindi a stampare la pagina.
Nei comandi PCL esistono dei comandi per stampare con un particolare carattere (memorizzato nella stampante), per posizionare il cursore di stampa in uno specifico punto del foglio, per stampare utilizzando una particolare trama bitmap trasmessa dal computer, ecc. Ogni comando è preceduto da un carattere di ritorno a capo. Le ultime versioni del linguaggio gestiscono anche la trasmissione di grafica vettoriale.
La complessità del PCL è a metà strada tra la semplice trasmissione di caratteri ASCII (compreso il ritorno a capo e il salto di una linea di stampa) e il linguaggio PostScript (il PostScript è un linguaggio completo ma richiede per essere interpretato un microcomputer integrato nella stampante).